# (4891) Blaga
(4891) Blaga est un astéroïde de la ceinture principale d'astéroïdes.

## Description
(4891) Blaga est un astéroïde de la ceinture principale d'astéroïdes. Il fut découvert le 4 avril 1984 à Smolyan par l'Observatoire national de Bulgarie. Il présente une orbite caractérisée par un demi-grand axe de 3,16 UA, une excentricité de 0,06 et une inclinaison de 2,3° par rapport à l'écliptique.

## Compléments